# Madison (Misuri)
Madison es una ciudad ubicada en el condado de Monroe en el estado estadounidense de Misuri. En el Censo de 2010 tenía una población de 554 habitantes y una densidad poblacional de 477,46 personas por km².

## Geografía
Madison se encuentra ubicada en las coordenadas 39°28′32″N 92°12′50″O / 39.47556, -92.21389. Según la Oficina del Censo de los Estados Unidos, Madison tiene una superficie total de 1.16 km², de la cual 1.16 km² corresponden a tierra firme y (0%) 0 km² es agua.

## Demografía
Según el censo de 2010, había 554 personas residiendo en Madison. La densidad de población era de 477,46 hab./km². De los 554 habitantes, Madison estaba compuesto por el 98.56% blancos, el 0% eran afroamericanos, el 0.18% eran amerindios, el 0.18% eran asiáticos, el 0% eran isleños del Pacífico, el 0.36% eran de otras razas y el 0.72% pertenecían a dos o más razas. Del total de la población el 1.62% eran hispanos o latinos de cualquier raza.